# در احساسات من
«در احساسات من» (به انگلیسی: In My Feelings) ترانه‌ای از هنرمند اهل کانادا دریک برای پنجمین آلبوم استودیویی خود، عقرب (۲۰۱۸) است. ترانه در ۱۰ ژوئیه ۲۰۱۸ توسط یانگ مانی انترتینمنت، کش مانی و ریپابلیک رکوردز منتشر شد. این ترانه تا ده هفته در برترین رتبه‌های ۱۰۰ آهنگ داغ بیلبورد قرار گرفت و و چندین رکورد را شکست.
این ترانه در جدول‌های فروش موسیقی بسیاری از کشورها از جمله ایالات متحده، کانادا، بریتانیا و نیوزیلند در رتبه اول قرار گرفت.